# Ихсанова, Нажиба Гимаевна
Нажиба Гимаевна Ихсанова (тат. Нәҗибә Гыймай кызы Ихсанова; 25 января 1938, Новый Ташлыяр, Тумутукский район, Татарская АССР, РСФСР, СССР — 12 марта 2021, Казань, Республика Татарстан, Российская Федерация) — татарская театральная актриса, мастер художественного слова. Народная артистка России (2000), народная артистка Татарской АССР (1982), заслуженная артистка РСФСР (1987), заслуженная артистка Татарской АССР (1976). Лауреат Государственной премии Республики Татарстан имени Габдуллы Тукая (1998).

## Биография

### Происхождение, молодость
Нажиба Гимаевна Ихсанова родилась 25 января 1938 года в деревне Новый Ташлыяр Тумутукского района (ныне — Азнакаевского) Татарской АССР. Встречается вариант имени — Назиба. Настоящее отчество — Гимаделисламовна. В семье её родителей — ветерана войны Гимаделислама и матери-героини Миннеямал — было ещё семеро детей, причём исключительно сыновья: Ахмет, Сафа, Карим, Аблак, Исхак, Ихсан, Шайхелислам.
Деревня Новый Ташлыяр (тат. Яңа Ташлы Яр), насчитывавшая всего двадцать дворов, пришла в упадок и исчезла к 1980-м годам. В ряде источников неверно указывается, что Ихсанова родилась в деревне Буралы, находящейся по соседству. По совпадению, уроженцем Нового Ташлыяра и односельчанином Ихсановой оказался А. Ш. Шакиров, также будущий известнейший татарский актёр.
С детства Нажиба участвовала в концертах для односельчан, любительских спектаклях по пьесам «Первый театр» Г. Г. Камала и «Асылъяр» М. М. Файзи, ставимых деревенской молодёжью, никогда не видевшей профессионального театра. Отучившись в начальной школе в родной деревне, вместе со своим одноклассником и другом Шакировым окончила семилетнюю среднюю школу в соседнем селе Чалпы. Для получения дальнейшего образования Ихсанова и Шакиров добрались до Казани, где сдали вступительный экзамен в Высшее театральное училище имени М. С. Щепкина перед комиссией при Татарском академическом театре, а затем на перекладных практически пешком отправились в Москву с мечтой о театральной карьере.

### Жизнь, отданная театру
В 1961 году окончила Щепкинское училище. В том же году вместе со всем выпуском сразу же была принята в труппу Татарского академического театра (ныне — Татарский государственный академический театр имени Галиасгара Камала). Дипломные работы — фосфорическая женщина («Баня» В. В. Маяковского), Габида («Две мысли» Г. Ю. Кулахметова), Амина («Тукай» А. С. Файзи); первая театральная роль — Гандалиф («Осенние ветры» А. М. Гилязова). Входила в так называемый первый татарский выпуск училища, подготовленный под руководством М. Н. Гладкова. Выпущенная им целая плеяда актёров, в основном, уроженцев татарских деревень, показала себя уже при учёбе сценическому мастерству, в дальнейшем органично слившемуся с традициями национального театра. Татарские «щепкинцы», в числе которых помимо Ихсановой и Шакирова были Р. А. Тазетдинов, Р. Ш. Шарафеев и другие актёры, на волне «оттепели» и творческой перестройки оказались привлечены к активной работе новым главным режиссёром театра М. Х. Салимжановым, учившимся с ними в одно время в Москве, но в другом заведении. Отличаясь индивидуальностью, широтой творческого диапазона, стремлением к жизненной правде при создании на сцене глубоких человеческих характеров, они сразу же стали ядром коллектива, занятым практически во всех спектаклях.
Творческий псевдоним — Нажиба Ихсани. С первых же сыгранных ролей приковала к себе внимание свободой сценического поведения и точным ощущением жизненной правды в сочетании с бурным темпераментом. Демонстрировала яркую и острую характерность сценических воплощений, отличающихся необычной разнообразностью — от изысканной жеманности до намеренного утрирования в сторону гротеска и буффонады. В ролях своих героинь при всей их многогранности умела находить наиболее отличительную деталь, например, в манере поведения и особенностях речи, благодаря чему выпукло передавала суть образа. Будучи разноплановой актрисой, сыгравшей ряд крупных ролей, уделяла большое внимание выразительной внешней форме, глубокой психологической разработке и отточенности рисунка роли. Несмотря на стремление к жизнеподобию и достоверности, при этом роли её отличались своей откровенной театральностью.
Как бывшая деревенская жительница, прочувствовавшая атмосферу села, его людей, логику поступков, создавала образы простых, обычных, близких земле женщин, которые были хорошо приняты зрителями. Отличаясь яркой и выразительной внешностью, была занята в ролях широкого диапазона — от юных девчушек до умудрённых жизнью старух. Играла и положительных, и отрицательных персонажей, нередко достигая глубокого драматизма, подлинно трагедийного накала чувств, но также не забывала и о присущем только ей юморе. Была занята в постановках многих пьес, как исторических, так и современных, в том числе авторства своего мужа драматурга Т. А. Миннулина, роли в которых стали её «визитной карточкой». Также часто была занята на радио как мастер художественного слова, снималась в телевизионных фильмах, проводила концерты со стихотворениями и прозаическими произведениями из своеобразного цикла о женской судьбе, выступала в школах, институтах, музеях. Внесла большой вклад в развитие традиций актёрского искусства татарского театра, встав в ряд крупных мастеров национальной сцены. Называлась «королевой сцены», которой невозможно найти замену.

### Последние годы, смерть, похороны
В 2012 году овдовела, так и не оправившись от смерти мужа. В 2013 году отметила своё 75-летие участием в спектакле по пьесе Миннулина, выйдя в 455-й раз на сцену татарского театра. В 2018 году на сцене театра Камала был отмечен 80-летний юбилей Ихсановой. В последние годы сильно болела и почти не выходила из дома. В 2019 году перенесла инсульт, в результате чего вовсе оказалась прикована к постели, никого не узнавала, проведя в таком состоянии более двух лет.
Нажиба Гимаевна Ихсанова скончалась 12 марта 2021 года в возрасте 83 лет в одной из казанских больниц, куда была доставлена на машине скорой помощи в связи с ухудшением состояния здоровья. Свои соболезнования выразил президент Татарстана Р. Н. Минниханов. Ошибочно сообщалось о её смерти 13 марта.
Прощание состоялось 15 марта на площади перед театром Камала с участием сотен людей, а также министра культуры И. Х. Аюповой, заместителя премьер-министра и председателя национального совета «Милли шура» Всемирного конгресса татар В. Г. Шайхразиева, народных артистов России и Татарстана А. Ш. Шакирова и Н. Х. Гараевой, председателя Союза писателей Р. Р. Зайдуллы. В тот же день Ихсанова была похоронена на Ново-татарском кладбище, рядом с мужем.

## Репертуар
Связав всю свою профессиональную творческую жизнь с татарским театром, в котором прослужила порядка 60 лет, воплотила на сцене более ста образов. Среди них — Амина («Тукай» А. С. Файзи), Сарби («Молодые сердца» Ф. З. Бурнаша), Гуляндам («Братья Тагировы» Ф. Х. Хусни), Галима («Фатхулла-хазрет» Ф. З. Амирхана), Айсылу («Шумят волны» Р. Ф. Ишмурата), Гульчира («В добрый путь» А. С. Абсалямова), Сакина («Шамиль Усманов»), Гандалиф («Осенние ветры»), Тайфа, Хадича («Три аршина земли» А. М. Гилязова), Магисарвар («Искры»), Гульниса, Айсылу, Муршида («Потоки»), Гайникамал, Жумабика («Смелые девушки» Т. К. Гиззата), Гайни («Минникамал»), Фатима («Песня жизни» М. М. Амира), Карима («Зубейда — дитя человеческое»), Гульчира («Приехала мама» Ш. Н. Хусаинова), Фархи («Угасшие звёзды»), Майсара («Американец»), Захира, Хадича («Голубая шаль»), Нагима («Капризный жених» К. Г. Тинчурина), Рокыя («Ядро ореха» Г. А. Ахунова), Сайра («Рай Гульжаннат»), Сардия («Узы родства» Ю. Аминова), Минзифа («Прости меня, мама!» Р. М. Батуллы), Миляуша («День рождения Миляуши», «Дружеский разговор», «Чёртов мост», «Прощайте»), Уммия («Старик из деревни Альдермеш»), Фатима («Мы уходим, вы остаётесь»), Назия («Мужчины»), Гульфина («Колыбельная»), Мария (Ильгизар + Вера), Аудаки («Зятья Гэргэри»), Асима («Душа моя»), Хасанат («Человеку нужен отдых»), Хабира («Любовница»), Шамсенур («Судьбы, которые мы выбираем»), Нурзида Мубаряковна («Шесть невест, один жених»), Нажиба («Отсюда мы родом»), Дамира («Угрызения совести»), Зайнапбану («Одержимый»), Халиса («Родословная»), Халима («Вот так случилось»), Насима Ислами («Галиябану, моя единственная» Т. А. Миннулина), Камиля («Каюм Насыри» Х. И. Уразикова и М. В. Гали), Махбуза («Зулейха»), Фахрениса («Брачный договор»), мать («Жан Баевич» Г. Г. Исхаки), Джамиля («Несчастный юноша»), Гульжихан («Банкрот» Г. Г. Камала), Газиза («Чайка» Ш. К. Камала), Салви, Сахиля («Ходжа Насретдин»), Ханифа («Исход»), Биллур, Зифа («Зифа»), Жанна («Муса Джалиль» Н. С. Исанбета), Айса («Какие были у неё глаза» А. Ф. Баяна), Адиля («Перед свадьбой» Х. К. Вахита), Гульсум («Наследие» Г. Ш. Каюмова), Волчанская («Мышиная лихорадка»), Ханифа («Баскетболист» М. А. Гилязова), Роза («Не уходи»), Фатима («Бабье лето»), Фаягуль («Похититель любви» Ф. М. Булякова), Мархаба, Сабира («Судьба татарки»), Рагия («Глубокие корни» Г. Г. Ибрагимова), Хаерниса («Вдовы» С. Г. Шакурова), Сылу («Автомобиль» Ф. Г. Яруллина), Халида («Тринадцатый председатель» А. Х. Абдуллина), Габида («Две мысли» Г. Ю. Кулахметова), Зиля Бишевна («Хасан — муж Ляйсан» Ю. Г. Сафиуллина), Сабира («Скандал за сценой» Амануллы), старуха («Падчерица» А. С. Ахмета), Сарвар («Железная горошина» Р. Р. Бухараева), Фемида («Не бросай огонь, Прометей!»), Дильбар («Неспетая песня»), Танкабика («В ночь лунного затмения» М. С. Карима), Зумрат («Нэркес» И. Х. Юмагулова), Кори («Вне закона» А. Муиса), Шамс («Фатима Сабри» С. Джамала), Беюк-ханым («Айдын» Дж. К.-о. Джаббарлы), Диляра («Последняя ночь уходящего года» Анара), Изида («Не беспокойся, мама!» Н. В. Думбадзе), Кукуш («В субботу вечером» М. Т. Байджиева), фосфорическая женщина («Баня» В. В. Маяковского), Софья («Одна ночь» Б. Л. Горбатова), Анна Николаевна Таланова («Нашествие» Л. М. Леонова), Клавдия («Герои» Н. Ф. Погодина), Анна Петровна («Хата с краю» М. Ф. Сторожевой), Клара («Чёрные тени» Г. А. Боровика), Мария («Деньги для Марии» В. Г. Распутина), Марианна («Мера за меру» У. Шекспира), Розина («Женитьба Фигаро» П.-О. Бомарше), Катэ, Элеонора («Бабьи сплетни» К. Гольдони), мать («Как дела, молодой человек?» Ш. Тота).

## Личная жизнь
Супруг — Т. А. Миннулин, драматург. Познакомились в Казани на вступительных экзаменах в татарскую студию Щепкинского театрального училища, объяснились в любви уже в Москве в 1957 году, а поженились в 1961 году в Казани. По мужу — Миннулина.
Дочь — Альфия (род. 1963), журналистка.
Имела внуков, праправнуков. Главными ценностями в своей жизни называла семью и творчество, которые должны быть в хорошем смысле связаны между собой. С детства полюбив чтение, своим любимым писателем называла Ч. Т. Айтматова.

## Награды
Ордена и медали
- Орден «За заслуги перед Республикой Татарстан», медаль ордена «За заслуги перед Республикой Татарстан», «За доблестный труд», «В память 1000-летия Казани»[34].

Звания
- Заслуженная артистка Татарской АССР (1976 год)[69][70].
- Народная артистка Татарской АССР (1982 год)[71][3].
- Заслуженная артистка РСФСР (1987 год)[29][70].
- Народная артистка Российской Федерации (2000 год)[3][72].

Премии
- Государственная премия Республики Татарстан имени Габдуллы Тукая (1998 год) — «за главную роль Миляуши в спектакле „Хушыгыз!“ („Прощайте!“) Ф. Бикчантаева по пьесе Т. Миннуллина на сцене Татарского государственного академического театра имени Г. Камала»[3][73].

Прочее
- Звание «Почётный гражданин Азнакаевского муниципального района» (1998 год)[74][75].

## В культуре
В 2008 году выпустила книгу мемуаров «Уйнап узган гомер» («Жизнь, прожитая на сцене»). О жизни Ихсановой повествует документальная повесть писательницы Ф. А. Аглии «Күңел эргәсенә кайту», написанная в 1997—2001 годах. Ей также посвящены стихотворения поэтесс И. С. Валиуллиной «Мин табынган йолдыз» и Л.Г. Шагирзян «Дөрли дә дөрли…». В 2013 году на месте деревни Новый Ташлыяр была открыта стела с именем Ихсановой, а также Шакирова.
В 2018 году в свет вышел фильм «Нажиба».